# Hana (コブクロの曲)
「hana」（ハナ）は、コブクロの4作目の配信限定シングル。2015年4月20日にワーナーミュージック・ジャパンから発売された。

## 解説
- ロッテGhanaCMソングとして書き下ろされた楽曲。MVにはCMに起用された土屋太鳳、松井愛莉、広瀬すずが出演している[1]。
- この楽曲が収録されたCDがライブツアー"奇跡"のツアーグッズであるタオルに付属される。

## 収録曲
作詞・作曲：小渕健太郎、編曲：コブクロ
1. hana [5:27]
  - ロッテ Ghanaチョコレート CMソング
2. hana (Instrumental)

## 収録アルバム
- TIMELESS WORLD
- ALL TIME BEST 1998-2018